# Bad Bellingen
 Bad Bellingen es una localidad de Lörrach en Baden-Wurtemberg, al sur de Alemania rayana con la frontera con Francia. 
La ciudad importante más cercana es Müllheim a 10 kilómetros. Son muy populares sus baños termales (en alemán, Bad significa baño) y está hermanada con la localidad suiza de Reigoldswil. 